# Rüstəm İbrahimbəyov
Rüstəm Məmməd İbrahim oğlu İbrahimbəyov (ros. Рустам Ибрагимбеков, Rustam Ibragimbiekow; ur. 5 lutego 1939 w Baku, zm. 11 marca 2022 w Moskwie) – azerski scenarzysta filmowy i polityk związany z Ludowym Frontem Azerbejdżanu. Przewidywany był jako kandydat opozycji w wyborach prezydenckich planowanych na październik 2013 roku, ostatecznie nie uzyskał zgody na start w tych wyborach.

## Życiorys
Syn profesora sztuki Məmmədibrahima İbrahimbəyova i jego żony Fatimy. Ukończył studia w Azerbejdżańskim Instytucie Nafty i Gazu w Baku, kontynuował następnie naukę w aspiranturze w Instytucie Cybernetyki Akademii Nauk Związku Radzieckiego. Przerwał ją jednak i wstąpił na wyższe kursy dla scenarzystów. W kręgach filmowców został dostrzeżony po filmie Białe słońce pustyni, do którego napisał scenariusz razem z Walentinem Jeżowem.

### Zaangażowanie polityczne
W 2013 zjednoczona opozycja azerska zamierzała wystawić go jako kandydata w wyborach prezydenckich w Azerbejdżanie, przeciwko rządzącemu od 2003 w autorytarny sposób İlhamowi Əliyewowi. Został wskazany jako wspólny kandydat opozycji dzięki swojej popularności i szacunkowi, jaki zyskał w kraju dzięki działalności zawodowej. Stało się tak, chociaż Rüstəm İbrahimbəjow nie krytykował wcześniej prezydenta Azerbejdżanu.
Sam scenarzysta twierdził, że wybory mogą zostać przeprowadzone w uczciwy sposób i że ma w nich szansę zwycięstwa. Zapowiadał to, że w takim wypadku postawi przed sądem swojego poprzednika oraz jego rodzinę, uwikłaną w sprawy korupcyjne. Obiecywał także to, że będzie prezydentem tymczasowym i po dwóch latach doprowadzi do zmiany konstytucji i utworzenia w Azerbejdżanie republiki parlamentarnej, w której prezydent będzie spełniał przede wszystkim zadania reprezentacyjne. Przed oficjalnym rozpoczęciem swojej kampanii wyborczej starał się o poparcie ze strony władz Stanów Zjednoczonych i Unii Europejskiej.
Centralna Komisja Wyborcza Azerbejdżanu nie dopuściła go do startu w wyborach z uwagi na jego podwójne, azersko-rosyjskie obywatelstwo.

### Życie prywatne
Był żonaty z Şöhrət İbrahimbəjow, miał syna Fuada (ur. 1972) i córkę Fatimę (ur. 1974).

## Filmografia

### Scenarzysta[2]
- В этом юном городе, 1970
- Białe słońce pustyni, 1971, razem z Walentinem Jeżowem
- И тогда я сказал – нет…, 1974
- Сердце…сердце, 1976
- Дачный домик для одной семьи, 1978
- Стратегия риска, 1979
- Допрос, 1979
- Тайна корабельных часов, 1981
- День рождения, 1983
- Перед закрытой дверью, 1985
- Храни меня, мой талисман, 1986
- Свободное падение, 1987
- Другая жизнь, 1987
- Филер, 1987
- Храм воздуха, 1989
- Автостоп, 1989
- Такси-блюз, producent, 1989
- Семь дней после убийства, 1990
- Увидеть Париж и умереть, 1990
- Дюба-дюба, producent, 1990
- Urga, 1992
- Разрушенные мосты, scenarzysta i producent, 1993
- Spaleni słońcem, wspólnie z Nikitą Michałkowem, 1994
- Человек, который старался, autor scenariusza, reżyser wspólnie z O. Safaralijewym, producent, 1997
- Cyrulik syberyjski, wspólnie z Nikitą Michałkowem, 1998
- Семья, 1998
- Wschód - Zachód, 1999
- Мистерии, 2000

Był również autorem opowiadań, powieści i sztuk teatralnych.

## Odznaczenia
- Zasłużony działacz sztuk Rosji i Azerbejdżanu
- Ludowy pisarz Azerbejdżanu
- Laureat Nagrody Państwowej ZSRR (1981)
- Laureat Nagrody Państwowej Rosji (1993, 1998, 1999, 2000)
- Laureat Nagrody Państwowej Azerbejdżańskiej SRR (1980)
- Laureat Nagrody Komsomołu (1979)
- Order „Za zasługi wobec Ojczyzny” III stopnia (1999)
- Komandor Orderu Nauk i Sztuk (Francji; 2000)[2]. Odznaczenia tego zrzekł się